# 까치박달
까치박달(학명: Carpinus cordata Blume, 1851)은 한반도 각처의 숲 속 골짜기에서 나는 낙엽교목이다.

## 생태
높이 15m, 지름 60cm 가량이다. 껍질은 회색으로 거의 편평하며, 잎은 어긋나고 긴 달걀형이다. 꽃은 유이꽃차례로 암수한그루이다. 수꽃 이삭은 작은가지 끝에 매달리고, 수술 4-8개이다. 암꽃 이삭은 가지 끝에 달리고, 암꽃은 각 포에 2송이씩이며, 꽃덮이는 4-5장, 암술대는 2개이다. 포는 잎 모양의 난형으로 톱니가 있고, 열매는 소견과, 타원상 달걀형이다. 개화기는 5월, 결실기는 10월이다.

## 쓰임새
목재가 치밀하고 탄력성이 있어서 기구재·목기재 등으로 쓰인다.